# Eleutherodactylus lythrodes
Eleutherodactylus lythrodes là một loài ếch trong họ Leptodactylidae.
Nó được tìm thấy ở Peru và có thể cả Colombia.
Các môi trường sống tự nhiên của chúng là các khu rừng ẩm ướt đất thấp nhiệt đới hoặc cận nhiệt đới và đầm nước nhiệt đới hoặc cận nhiệt đới.